# Норберт Еліас

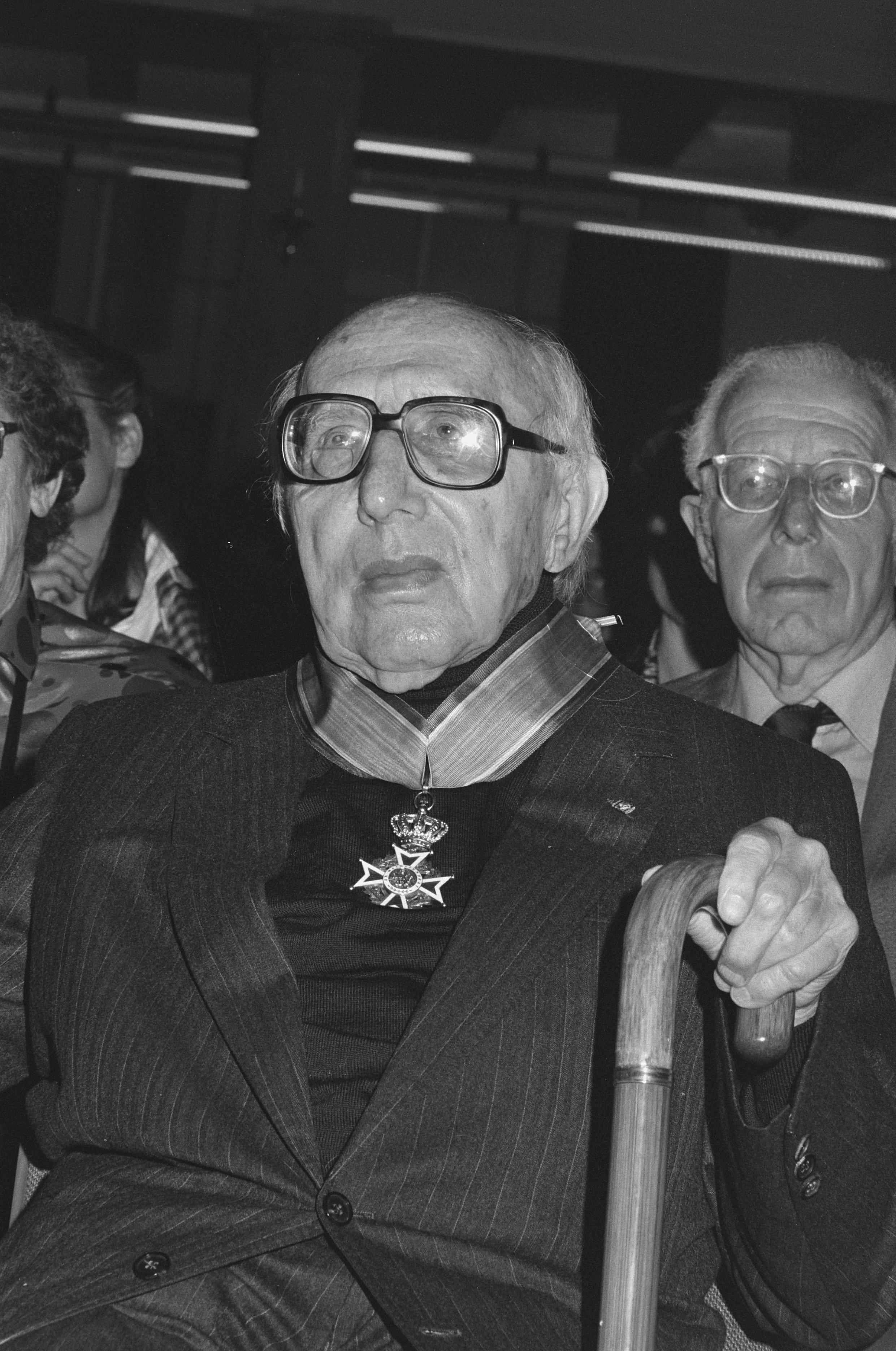

Норберт Еліас (нім. Norbert Elias, 22 червня 1897, Бреслау — 1 серпня 1990, Амстердам) — німецький і британський соціолог та філософ, один з чільних представників історичної соціології, філософії культури та культурної антропології. Засновник теорії цивілізації (нім. Zivilisationstheorie) та інтеграційного підходу в соціології та філософії культури.

## Ранні роки
Норберт Еліас народився 22 червня 1897 року в Бреслау, місті, яке входило тоді до складу Німеччини (Вроцлав). Він був єдиною дитиною Германа та Софії Еліас. Батько Норберта Еліаса був успішним комерсантом і дуже цікавився питаннями психоаналізу. Початкову освіту Еліас отримав удома.
У 1903 році, оминувши початкову школу, юнак вступив до класичної гуманітарної гімназії рідного міста, котру закінчив в 1915 році. Ще в гімназії Еліас збирався продовжити свою освіту на філософському факультеті університету Бреслау, однак планам завадила Перша світова війна. Він пішов добровольцем на фронт і два роки служив зв'язківцем, потім отримав можливість дослужити в як військовий санітар в рідному місті.
Демобілізувавшись, Еліас зміг здійснити свою мрію та вступити до університету Бреслау. Спроби навчатися відразу на двох факультетах (медичному і філософському) довелося припинити — часу вистачало лише на одне, і він обрав філософію. Щоб розширити свої знання, два літні семестри провів в інших університетах: у 1919 він відвідував Гайдельберзький університет, а в 1920 —Фрайбурзький університет. Добробут родини Еліаса був підірваний в 1920-х роках війною та інфляцією, це змусило його закинути науку та працювати два роки керівником відділу на фабриці, щоб заробити собі на подальше навчання. З закінченням кризи він знову отримав можливість продовжити академічну кар'єру. Свій філософський докторський диплом «Ідея та індивідуум» він захистив 1924 року у Бреславському університеті під керівництвом відомого неокантіанця професора Ріхарда Хьонігсвальда. В тому ж році він продовжив студіювання соціології (докторантура) в Гайдельберзі у Альфреда Вебера (брата Макса Вебера).

## Кар'єра
З 1930 по 1933 роки Еліас працював асистентом професора Мангайма у Франкфуртському інституті соціальних досліджень. З приходом нацистів до влади він, разом з іншими вченими єврейського походження, емігрував з Німеччини. У 1935 році він виїхав до Лондона. Десять років Еліас шукав постійне місце роботи. Пропрацювавши близько року у Лондонській школі економічних і політичних наук разом з Мангаймом, він переїхав до Кембриджа, де підробляв читанням лекцій як позаштатний співробітник.
Тільки в 1954 році, у віці 57 років, Еліас отримав посаду доцента в новому університеті в Лестері. Пропрацювавши в цьому університеті до 1962 року, вчений зрозумів, що його ідеї не знаходять жодного відгуку. Ситуацію ускладнювало те, що за весь час його роботи у Великій Британії жодну з його книг не було перекладено на англійську — не тільки через нерозуміння значення його ідей, а й через загальний занепад уваги соціологів до історії. Мабуть, усвідомлення неможливості ввійти в наукове співтовариство послужило поштовхом до того, що наступні два роки він пропрацював професором соціології в Африці, в столиці Гани.
У 1960-ті роки доля Еліаса починає поліпшуватися, оскільки його головні праці, написані ще в 1930-ті, стали поступово набувати популярності у Німеччині та Голландії. Протягом наступних років і до кінця життя Еліас працював позаштатним професором ряду університетів Німеччини, а згодом і університету Амстердама, продовжуючи писати численні наукові праці. Після виходу на пенсію в 1975 році він проживав в основному в Амстердамі та в Білефельді. У 1970-ті роки його праці завоювали, нарешті, високе визнання в громадських та наукових колах. У 1977 році йому присудили дуже престижну премію імені Теодора Адорно.
У 1983 році соціолог став ініціатором створення фонду імені Норберта Еліаса, який займався проведенням конференцій, покликаних поширювати ідеї свого творця, а також давати можливість молодому поколінню вчених висловлювати свої ідеї і теорії, полемізуючи з метром соціології. Саме цей фонд став спадкоємцем соціолога, продовжуючи популяризувати його ідеї і після смерті.
Помер Норберт Еліас 1 серпня 1990 року в Амстердамі.

## Наукова діяльність
Еліаса вважають найвидатнішим представником історичної соціології середини 20 століття.

### Придворне суспільство
З 1930 року Еліас три роки поспіль працював над темою, присвяченою соціології придворного суспільства нового часу. Проте в 1933 році, коли закінчився термін асистування, захиститися йому не вдалося, адже, як відомо, у нацистській Німеччині вченому єврейського походження захистити дисертацію було практично неможливо. Тож дисертаційна робота пролежала кілька десятиліть у шухляді й була опублікована під назвою «Придворне суспільство» лише в 1969 році. У ній Еліас проводить детальний аналіз «куртуазної культури», поведінки і мислення аристократії.
Головна теза Норберта полягає в тому, що ускладнення соціальної взаємозалежності, подовження ланцюжків взаємозв'язків на макрорівні викликає формування дедалі більшого контролю над афектами, трансформації зовнішнього примусу в самопримушування.

### Процес цивілізації
Коли в 1935 році Еліас їде в Лондон, він отримує грант від Єврейського комітету у справах біженців і протягом трьох років займається чистою наукою. Результатом його роботи стає двотомна монографія «Про процес цивілізації», розпочата ще в Парижі. У новій роботі Еліас далі розвиває свої ідеї, висловлені в «Придворному суспівльстві». Вона публікується в 1939 році, але залишилася непоміченою в науковому світі; слава приходить до цієї книги та до її автора лише після перевидання наукової праці в 1969 році та наступному перекладі на інші мови.
Підзаголовок книги «Соціогенетичні та психогенетичні дослідження» вказує на її діахронний характер. Еліас робить спробу дослідити розвиток західного суспільства в часових рамках від феодалізму до індустріального суспільства 19. століття. В процесі розвитку соціально-економічної диференціації суспільства та дедалі більшої взаємозалежності окремих його членів, неприборкана агресивність людини поступово приборкується, «цивілізована» людина дедалі більше засвоює звичку до притлумлення власних афектів та потягів.
Еліас звертав основну увагу на розвиток побутової культури. Аналіз різних порадників, що описували добрі манери, приводить Еліаса до висновку, що спершу норма існує на рівні окремого прошарку суспільства, але згодом інтернізується й поширюється на інші соціальні прошарки. Дискутуючи з історичною соціологією, він сприйняв ідею неподільності розвитку суспільства і розвитку особистості, але відкинув концепцію визначального впливу економічного «базису». Еліас вважав, що культурна «надбудова» має власну логіку розвитку, і саме вона стала головним об'єктом його досліджень.
Еліас запровадив поняття фігурації.
На ранніх стадіях розвитку, вказував Еліас, люди могли проіснувати, будучи незалежними від інших людей. Проте поділ праці й конкуренція поступово призвели до того, що виникла і почала заглиблюватися диференціація, відмінність між людьми. Тепер, щоб вижити, людина вже не могла покладатися тільки сама на себе, вона стала залежною від навколишніх людей. Так відбувалося поступове подовження «ланцюжків взаємозалежності» або, інакше кажучи, розширення кола спілкування і залежності від інших людей. Це, у свою чергу, спричинило істотну зміну в соціальній структурі суспільства.
При абсолютистських монархіях нового часу концентрація влади в руках однієї людини, короля, призводить до того, що люди з його оточення змушені суворіше себе контролювати, стежити за проявом своїх емоцій. З іншого боку, при королівському дворі триває подовження «ланцюжка взаємозалежності», що теж впливає на необхідність стримувати свої почуття і підвищує увагу до інших людей. Якщо до формування королівського двору люди були стурбовані в основному тим, як уникнути насильства і загрози смерті, то тепер з'являється можливість звернути увагу на небезпеки, які раніше були менш значними.
Еліас бачив головну особливість Заходу в культі самоконтролю, але знаходив його витоки не в протестантській етиці (як то робив Макс Вебер), а в придворному аристократизмі.

### Суспільство індивідів
У праці «Суспільство індивідів» (1987) Еліас підсумовує свою теорію: Розвиток структури особистості, так само, як і розвиток всього суспільства, відбувається в складній мережі взаємозалежностей та владних стосунків. Людина «є процесом».

## Вплив на суспільні науки
Концепція Еліаса стала продовженням ідей видатних німецьких соціологів початку 20 століття Макса Вебера, Вернера Зомбарта, Макса Шелера. Вона багато в чому перегукується з працями французьких істориків школи «Анналів» і стала провісником робіт Мішеля Фуко, Кліфорда Гірца (концепція «Щільного опису») та Стівена Грінблата.
Завдяки Еліасу почалося вивчення історичної ролі аристократії, що раніше вважалася суто паразитарною соціальною силою, а також змін найпростіших норм поведінки, пов'язаних з природними життєвими процесами. У 70-80-ті роки роботи Норберта Еліаса мали значний вплив на розробку таких проблем історичної антропології, як історія тілесних практик (жестів, манер поведінки) та історія повсякденності (давши імпульс розвиткові однойменного наукового напрямку в Німеччині (нім. Alltagsgeschichte)).
Рецепція теорії цивілізації була особливо інтенсивною в англо-саксонському світі й сприяла, зокрема, подоланню статичності структуралізму.

## Критика прихильників і супротивників
З 1980-х років на основі ідей Еліаса почала складатися школа його послідовників — фігураційна соціологічна школа. Безперечною заслугою Норберта є те, що він звертає увагу не стільки на «високу» культуру, скільки на найпростіші форми поведінки, пов'язані з виконанням тілесних функцій, простежує збільшення дистанції по відношенню до тіл інших людей та до власного тіла.
Критики Еліаса закидали йому надмірний євроцентризм та телеологічний схематизм. Так швейцарський антрополог Г. П. Дюрр відкидав запропоновану Еліасом концепцію поступового зростання контролю над власними афектами у західної людини, вказуючи на нові й досі існуючі старі руйнівні тенденції в західному суспільстві. Дюрр опублікував чотиритомну працю, під загальним заголовком «Міф про процес цивілізації», в якій розкритикував низку положень концепції Еліаса.
Уразливими для критики виявляються і деякі інші тези Еліаса. Наприклад, теза про перетворення зовнішнього примусу в самопримушування. Навіть послідовники Еліаса звертають увагу на те, що з трьох психоаналітичних інстанцій («воно», «я» і «над-я»), він зберігає «воно» і «над-я», але практично не говорить про «я», що виявляється якимось епіфеноменом соціальної взаємодії.
У відповідь на критику Еліас та його послідовники з часом модифікували свої тези, наголошуючи на тому, що процес цивілізації є нелінійним і незавершеним.
Часто критика концепції Еліаса обмежувалася аналізом лише ключових понять і не брала до уваги багатовекторність та міждисциплінарність його підходу.

## Особисте життя
Все своє життя вчений присвятив науці. Він навіть жартував, що так і не одружився саме тому, що жодна жінка не могла залишитися байдужою до того, що науку він любив більше всього іншого у своєму житті.

### Загальна
- Список публікацій в Каталозі Британської бібліотеки(англ.)
- Список публікацій в Каталозі Німецької національної бібліотеки(нім.)
- Hyper Elias World Catalogue — Багатомовний каталог [Архівовано 12 грудня 2005 у Wayback Machine.]

### Окремі видання
- Über den Prozeß der Zivilisation, 2 Bde., Basel 1939
- Die höfische Gesellschaft (1969), Suhrkamp, Frankfurt am Main 2002, ISBN 3-518-58329-8 (Gesammelte Schriften Bd. 2)
- Was ist Soziologie? Juventa, München (1970; mehrere Auflagen)
- Über die Einsamkeit der Sterbenden, Suhrkamp, Frankfurt am Main 2002 ISBN 3-518-58351-4 (Gesammelte Schriften Bd. 6)
- Engagement und Distanzierung (1983) Suhrkamp, Frankfurt am Main 2003, ISBN 3-518-58381-6 (Gesammelte Schriften Bd. 8)
- Über die Zeit (1984) (orig. «An essay on time») Suhrkamp, Frankfurt am Main 2004, ISBN 3-518-58421-9 (Gesammelte Schriften Bd. 9)
- Die Gesellschaft der Individuen, [1987] Suhrkamp, Frankfurt am Main 2001 ISBN 3-518-58314-X (Gesammelte Schriften Bd. 10)
- Studien über die Deutschen. Machtkämpfe und Habitusentwicklung im 19. und 20. Jahrhundert, 1989, ISBN 3-518-57998-3
- mit John L. Scotson: Etablierte und Außenseiter, dt. 1990, ISBN 3-518-58318-2
- Symboltheorie, Suhrkamp, Frankfurt am Main 2001, ISBN 3-518-58309-3 (Gesammelte Schriften Bd. 13)
- mit Eric Dunning: Sport im Zivilisationsprozeß. LIT-Verlag. Münster 1982. (Reihe: Sport: Kultur, Veränderung. Bd. 8), ISBN 3-88660-100-5
- mit Eric Dunning: Sport und Spannung im Prozeß der Zivilisation, (orig. «Quest for excitement»), Suhrkamp, Frankfurt am Main 2003, ISBN 3-518-58363-8 (Gesammelte Schriften Bd. 7)
- Gedichte und Sprüche, bearb. von Sandra Goetz, Suhrkamp, Frankfurt am Main 2004, ISBN 3-518-58386-7 (Gesammelte Schriften Bd. 18)
- The Genesis of the Naval Profession, University College Dublin Press, Dublin 2007, ISBN 978-1-904558-80-4
- Kitschstil und Kitschzeitalter. Mit einem Nachwort von Hermann Korte. LIT-Verlag. Münster 2003. (Reihe: Kleine Bibliothek), ISBN 3-8258-6854-0

### Українські переклади
- Норберт Еліас. Процес цивілізації. Соціогенетичні і психогенетичні дослідження. — Київ: «Перун», 2003
- Норберт Еліас. Про німців. (ориг.назва: Штудії про німців. Боротьба за владу та генеза габітусу в 19.-20. столітті). — переклад з німецької О. Кислюка. — К.: «Юніверс», 2010. — 432 c. ISBN 9789668118139